# محوطه نوک جوب
محوطه نوک جوب مربوط به سده‌های میانه دوران‌های تاریخی پس از اسلام است و در شهرستان ایرانشهر، بخش بمپور، دهستان بمپور شرقی، ۲۵۰۰ متری غرب شهرک شهید بهشتی، کنار راه خاکی خوراب واقع شده و این اثر در تاریخ ۳۰ بهمن ۱۳۸۶ با شمارهٔ ثبت ۲۱۱۴۶ به‌عنوان یکی از آثار ملی ایران به ثبت رسیده است.